# Palácio da Ega
O Palácio da Ega, Palácio do Pátio do Saldanha ou Palácio dos Condes da Ega é um imóvel localizado na Calçada da Boa-Hora, na freguesia de Alcântara, em Lisboa.
No interior do palácio, a sala designada pelo nome de "Salão Pompeia", está classificada como Imóvel de Interesse Público, desde 1950.
O palácio começou a ser construído no século XVI, existindo uma fonte com a inscrição do ano de 1582. Nessa data já existia a Casa Nobre. O edifício é composto por 3 partes distintas que derivaram de obras que tiveram lugar no século XVIII e que na altura deram origem ao Salão Pompeia, actualmente classificado. Nas obras efectuadas nos finais do século XVII e inícios do século XVIII, a antiga capela foi demolida.
No salão referido estão colocados azulejos alusivos de diversos portos da Europa (Constantinopla, Colónia, Londres, Veneza, Hamburgo, Midelburgo, Roterdão e Antuérpia) elaborados no início do século XVIII. O salão sofreu obras também no século XIX.
Durante o século XIX o palácio esteve relacionado com a família Saldanha. Durante as Invasões Francesas o palácio chegou a ser frequentado pelo general Junot, uma vez que os Saldanha tomaram partido dos franceses. Após terem sido expulsas as tropas francesas os condes de Ega deixam o país e o palácio é abandonado, tendo posteriormente sido usado como hospital das tropas anglo-lusas e usado como quartel-general do marechal Beresford, durante o domínio britânico sobre Portugal. Em 1838 o palácio volta à posse dos Saldanha, mas não tinham meio de o manter. A meio do século XIX o palácio foi vendido, tendo posteriormente tido diversos proprietários. Finalmente, foi adquirido pelo Estado em 1919, que operou grandes obras com vista a alojar o Arquivo Histórico Colonial, que ali se instalou em Junho de 1929. Em 1973 o palácio foi integrado na Junta de Investigações Científicas do Ultramar, actualmente Instituto de Investigação Científica Tropical. É neste imóvel que funciona actualmente o Arquivo Histórico Ultramarino.
Os três corpos correspondem ao da entrada, com um jardim, ao do lado Sul virado para o Tejo e possuindo também um jardim e um terceiro, correspondente ao Salão Pompeia com um jardim superior. Na fachada encontram-se três portões e estão representados os brasões dos Coutinho, Albuquerque e Saldanha.

## Biblografia
- Arquivo Histórico Ultramarino - Quem Somos / Palácio da Ega
- Arquivo Histórico Ultramarino - Palácio Ega - Projecto Marcas das Ciências e Técnicas pelas ruas de Lisboa